# Juan Agudelo
Juan Sebastián Agudelo (Manizales, 23 de Novembro de 1992), ou simplesmente Juan Agudelo, é um futebolista colombiano naturalizado estadunidense. Está atualmente no San Antonio.

## Carreira
Juan Sebastián Agudelo integrou a Seleção Estadunidense de Futebol na Copa Ouro da CONCACAF de 2017.

## Títulos
Seleção Estadunidense
- Copa Ouro da CONCACAF de 2017